# Вибухи на Шрі-Ланці (2019)
21 квітня 2019 року відбулося 8 вибухів у трьох церквах і чотирьох готелях у декількох містах Шрі-Ланки, включаючи столицю Коломбо. Шість вибухів пролунали вранці, ще два через кілька годин. Щонайменше 359 людей, включаючи іноземних громадян, були вбиті і близько 521 поранені. У церквах вибухи відбулися під час великодньої меси в населених пунктах Негомбо, Баттикалоа і Коломбо, у той час серед атакованих готелів були «Shangri-La», «Cinnamon Grand» і «Kingsbury» в Коломбо. Принаймні два вибухи були здійснені терористами-смертниками.
Вперше з часу громадянської війни у країні відбувся терористичний акт.
На думку міністра оборони Шрі-Ланки Рувана Віджевардене вибухи влаштували терористи двох місцевих ісламістських угруповань, і припускає, що таким чином вони мстилися за напад ультраправого активіста на мечеті в Новій Зеландії, в результаті якого загинули 50 людей.
ІДІЛ взяла на себе відповідальність за теракти на Шрі-Ланці.
Поліція Шрі-Ланки затримала і заарештувала двох головних підозрюваних в організації вибухів 21 квітня, а також заарештувала водія фургону, на якому брати переміщувалися в день серії вибухів. Братів звали — Мохаммад Садік Абдул-Хак і Мохаммад Шахід Абдул-Хак. Крім цього, під варту взяли власника будинку, де стояв фургон, і власника взуттєвої крамниці, в якій переховувалися підозрювані. Загалом у справі про теракт затримано вже понад 100 осіб, серед них і приїжджі з Сирії та Єгипту. Ще троє підозрюваних, як писали ЗМІ, загинули під час штурму поліції. Вони, за даними агентства Reuters, були на поширеному в соцмережах відеозаписі ісламістів із закликом до повномасштабної війни проти невірних.

## Передумови
Розвідувальні служби Індії і США кілька разів попереджали владу Шрі-Ланки про можливі теракти в церквах і туристичних місцях на початку квітня. Як зазначається, через п'ять днів, 9 квітня, міністерство оборони країни поінформувало генерального інспектора поліції про це і назвало радикальне терористичне угрупування, яке, як вважають, стоїть за цим планом — Nations Thawahid Jaman (NTJ). У документі також містився список підозрюваних у причетності до можливих атак. Крім того, 11 квітня ще одне попередження, підписане заступником генерального інспектора поліції Пріялалом Діссанаяке, було поширене серед ряду служб безпеки й деяких урядових міністерств. У записці, з копією якої вдалося ознайомитися CNN, викладалася загроза і знову містився список підозрюваних.
Сенаратне каже, що іноземні спецслужби повторили свої попередження за кілька днів і годин до нападу. Одне таке попередження прийшло за десять хвилин до першого вибуху.

## Атаки
Християни на Шрі-Ланці святкували великоднє богослужіння, коли у церквах і готелях по всій країні відбулися вибухи. Серед 35 загиблих — громадяни США, Австралії, Великої Британії, Індії, Туреччини, Португалії. За даними ООН, 45 з жертв теракту — діти. Українців серед загиблих немає.

## Причини
Політолог вважає що, теракти на Шрі-Ланці — це «плата кров'ю», яку ІДІЛ взяла з міжнародної спільноти за те, що ватажки терористів позбулися доступу до родовищ нафти в Сирії та Іраку за підсумками антитерористичної операції США та їхніх європейських, арабських союзників і курдського ополчення. Також це відповідь ІДІЛ на останні антитерористичні заходи США і їхніх партнерів проти осередків цієї організації в країнах Африки й Афганістані.

## Наслідки
- Уряд Шрі-Ланки оголосив комендантську годину. Також запроваджено обмеження на користування соціальними мережами[12].
- Влада країни почала антитерористичні заходи і заарештувала 100 осіб, які можуть мати відношення до терактів.[5][15]
- Теракти на Шрі-Ланці посилили позиції Трампа та американських силовиків, прихильників жорстких заходів проти терористів.[1]
- Президент Шрі-Ланки Маїтріпала Сірісена вирішив звільнити керівників усіх спецслужб країни через те, що вони не змогли попередити вибухи.
- Екстремістська група National Tawheed Jamath (NTJ), планувала другу хвилю терактів по всій країні[16]
- Католицька церква у Шрі-Ланці скасувала недільні богослужіння після того, як влада повідомила про нові заплановані атаки бойовиків, пов'язаних з терористичним угрупованням ІДІЛ.[17]
- Затримано двох головних підозрюваних та ще близько 100 осіб.[18]